# Erzherzog Eugen Straße
La Erzherzog Eugen Straße (in tedesco: strada dell'arciduca Eugenio) è un tratto di strada carrozzabile sull'Altopiano dei Sette Comuni (in provincia di Vicenza), costruita durante la prima guerra mondiale dall'esercito austro-ungarico per dotare la zona nord dell'Altopiano di una via d'accesso agevole per i mezzi motorizzati per raggiungere la zona del Monte Portule.

## Descrizione

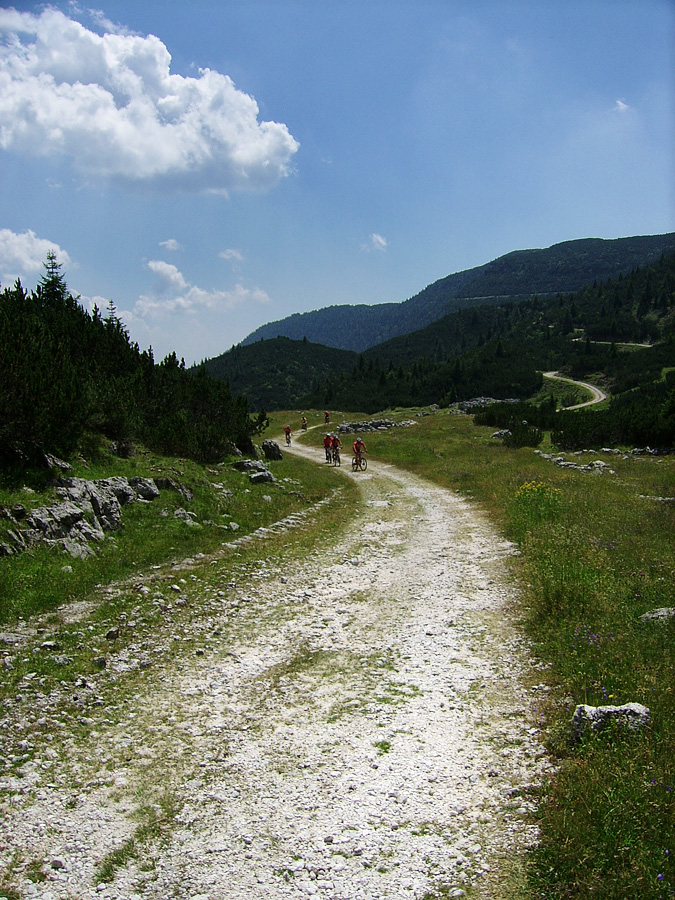
MTB lungo la Kaiser Karl Straße; sullo sfondo si intravede un tratto della Erzherzog Eugen Straße. Le strade permettono di raggiungere la zona del Monte Ortigara in 13 km partendo da Malga Larici.

La strada è stata realizzata sul versante occidentale del Portule nella primavera del 1916. Venne costruita da 1.300 soldati del III Corpo d'Armata austriaco in appena 32 giorni. La Eugen Straße permette di raggiungere agevolmente, grazie ad una modesta pendenza, località "Bocchetta Portule", zona ove erano presenti fortificazioni scavate direttamente nella roccia ("le cannoniere").
La strada, lunga 6 km, è chiusa al traffico motorizzato ed è dotata di fondo naturale, ha inizio presso Malga Larici (lungo la strada austroungarica -ora asfaltata fino alla malga- che dall'attuale statale 349 sale fino alla zona di Cima Vezzena) e termina al trivio denominato I Monumenti, dal quale si diramano la Kaiser Karl Straße verso nord (per giungere nei pressi dell'Ortigara) e la Zoviellostraße verso est. L'insieme di queste strade rappresenta un importante percorso storico-culturale oltre che un eccellente itinerario per chi pratica la mountain bike.
La strada militare è inoltre parte del tracciato denominato Sentiero della Pace.

## Nome
La strada fu intitolata all'arciduca d'Austria e principe d'Ungheria e di Boemia Eugenio Ferdinando Pio d'Asburgo-Teschen.